# 2011年のJリーグ
この項目では、2011年シーズンの日本プロサッカーリーグ（Jリーグ）について述べる。

## 概要

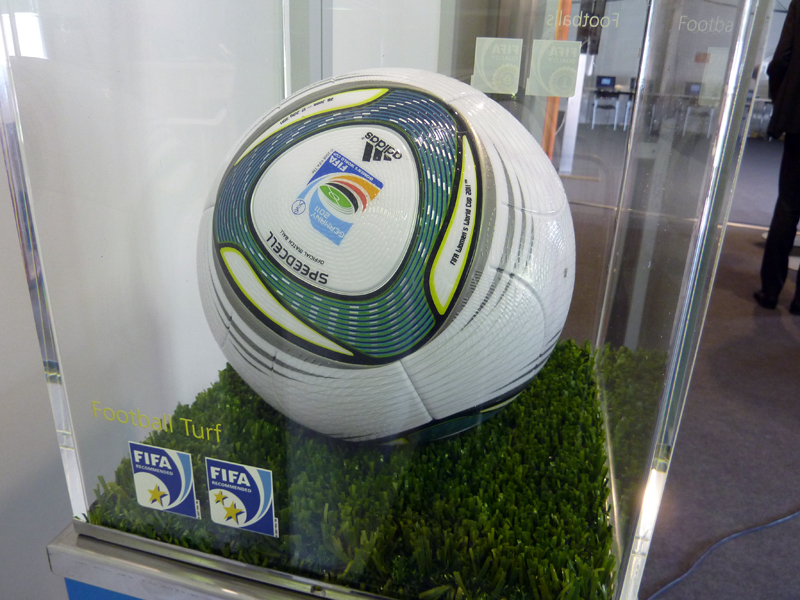
公式試合球となる「アディダス・スピードセル」

2010年12月21日の理事会で概要が決定された。以下は公式発表に基づく。
- 1部（以下「J1」）・2部（以下「J2」）とも3月5日から12月3日まで、いずれもホーム&アウェイの2回戦総当たりで行われる。ただし、J1は途中中断期間が設定される。
- J1とJ2の入れ替えについてはルール通りに実施され、FC東京、京都サンガF.C.および湘南ベルマーレがJ2へ降格し、柏レイソル、ヴァンフォーレ甲府とアビスパ福岡の3クラブがJ1へ昇格した。
- J2の東京ヴェルディ1969については、リーグ主導による経営再建中で昇格実現に一定の条件が付けられていたが、メインスポンサーがつくなど経営の見通しに一定のめどがついたことから[1]、最終的に昇格条件を満たせば入れ替えルール通りに行われることとなった。
- 日本フットボールリーグ (JFL) からJへの参入については、先だって11月29日に臨時理事会が開かれ、Jリーグ準加盟のガイナーレ鳥取が入会を承認された[2]。一方JFL3位のFC町田ゼルビアは、JFL4位以内が原則という成績面はクリアしたものの、事前に行われた予備審査で不備を指摘され今シーズンでのJ昇格はならなかった。（それとは反対に2010年度よりJFLに入会した、Jリーグ準加盟の松本山雅FCは事前に行われた予備審査こそクリアしたもののJFL7位に終わり今シーズンでのJ昇格はならなかった。）
- リーグスポンサー制度が一部見直され、原則として更新の場合であっても単年契約に移行した。新たに東京エレクトロン・日本マクドナルドの2社がオフィシャルリーグスポンサーに加わった。
- 2010年まで展開された「Jリーグイレブンミリオンプロジェクト」で「Jリーグ特命女子マネジャー」を務めた女優の足立梨花が、本年度も同職を続投することが決まった。
- リーグ戦開幕に先立って行われたスーパーカップは引き続き富士ゼロックスがスポンサーとなったが、国立霞ヶ丘競技場陸上競技場が工事で使えず、日産スタジアムで行われた。
- 公式試合球はアディダス製「スピードセル」。

## できごと
2月2日
2011年度のJ1リーグとJ2リーグの日程が発表される。
2月15日
出されていた準加盟申請について理事会で審議した結果、カマタマーレ讃岐のみ承認し、ツエーゲン金沢とFC琉球については条件不備によりこの時点では見送りとした。
2月26日
FUJI XEROX SUPER CUPが行われ、前年のJ1覇者名古屋グランパスが90回天皇杯覇者鹿島アントラーズをPK戦の末に下し、15年ぶり2回目のタイトル獲得。
3月5日
J1・J2ともにリーグ戦開幕。
3月11日
東北地方太平洋沖地震（東日本大震災）発生。翌日から2日間に予定されていたJ1・J2の第2節全19試合中止を決定、振替等の対応は未定。
3月14日
電力不足による計画停電実施により安全が確保できなくなったとして、月内に予定されていたJ1のリーグ戦第3節とカップ戦予選1・2節、J2のリーグ戦3・4節についても中止を決定。
3月22日
震災による電力不足と計画停電の実施が継続されていることや、東北・関東地方の一部クラブの被災状況などをかんがみ、新たに4月2日-20日の開催を予定していたすべてのリーグ・カップ戦全試合中止を決定。対象となるのはこの期間中のJ1第4・5・6節、J2第5・6・7節、Jリーグカップ第3・4節。また併せてリーグ戦についてはJ1・J2とも4月23日（J1第7節、J2第8節）より再開（予定）し、東北・関東地域では午後2時以前の試合開始とするデーゲームに変更するように調整する。
4月1日
再開後の4月23日以後に予定されている試合についての変更日程を発表。
- 前述のとおり東京・東北電力管内の節電対策によるデーゲーム開催（基本18時以前開始。それ以後はナイター扱い）や、スタジアムの被災などに対応するためJ1の17試合、J2の10試合の試合開始時間・会場などの変更を行った。
  - 同地域では4月は14時以前、5月は16時以前開始とする。
  - 仙台はユアテックスタジアムが一部損壊があるものの観客エリアを変更した上で試合は予定通り行う。宮城スタジアムは震災の救援拠点として使われ、現在一般への開放を停止しているため4月29日の浦和戦は宮城スタジアムを使用せずユアテックスタジアムに変更
  - 鹿島はカシマサッカースタジアムの損壊が著しいため、当面使用せずに、4月23日・第7節の横浜FM戦は国立霞ヶ丘競技場陸上競技場での主催試合に、また5月21日・第12節の浦和戦は代替会場の調整が付かなかったため、第27節・9月24日の同じ組み合わせの試合とホーム・アウェーを交換し第12節を浦和主管試合（埼玉スタジアム）、第27節は鹿島主管試合（カシマサッカースタジアム）とする。なお期間中の第9・10節は、AFCチャンピオンズリーグ2011出場に伴い、元々日程を変更している。
  - 水戸はケーズデンキスタジアムの損壊箇所があるため一部立ち入り禁止・制限エリアを設けるが、試合開催への支障はない。

ナビスコカップの予選リーグを日程の都合上取り止めとし、全試合トーナメント（1・2回戦はホーム・アンド・アウェートーナメント、準々決勝以後は1試合決着）にすると発表。
4月15日
延期となっていた第2節-J1リーグ第6節、J2リーグ第7節までの試合についての延期日程を発表。
J1
- 第2節 - 7月2・3日
- 第3節 - 7月6・9・10日
- 第4節 - 7月6・13日
- 第5節 - 7月16・17・18日
- 第6節 - 7月23・24日

J2
- 第2節 - 6月29日・7月6日
- 第3節 - 8月5・6・7・17日
- 第4節 - 9月1・3・4日
- 第5節 - 9月14・21・28日
- 第6節 - 10月19日
- 第7節 - 10月26日

1. 1 2  7月6日は第3・4節の先行各1試合を重複開催
2. 1 2 3  コンサドーレ札幌主催試合

第2・3・5節はコンサドーレ札幌主催試合が組まれているが、他の試合日（6月29日、8月5・6・7日、9月14・28日）には札幌ドームが北海道日本ハムファイターズ主催のプロ野球の試合など他のイベントに使われるため、ファイターズ戦の開催されない日に代替を設定した。
また第3・4・6節については代替日に別のイベントなどがあって日程調整がさらに必要な代替未定試合がある。
11月20日
J2リーグ戦でFC東京の優勝が決定。
12月3日
J1リーグ戦で柏レイソルの優勝が決定。

## J1
| 順 | チーム                 | 試 | 勝 | 分 | 敗 | 得 | 失 | 差  | 点 | 出場権または降格                       |
| -- | ---------------------- | -- | -- | -- | -- | -- | -- | --- | -- | -------------------------------------- |
| 1  | 柏レイソル (C)         | 34 | 23 | 3  | 8  | 65 | 42 | +23 | 72 | ACL2012・CWC2011の出場権を獲得         |
| 2  | 名古屋グランパス       | 34 | 21 | 8  | 5  | 67 | 36 | +31 | 71 | ACL2012グループステージ1の出場権を獲得 |
| 3  | ガンバ大阪             | 34 | 21 | 7  | 6  | 78 | 51 | +27 | 70 | ACL2012グループステージ1の出場権を獲得 |
| 4  | ベガルタ仙台           | 34 | 14 | 14 | 6  | 39 | 25 | +14 | 56 |                                        |
| 5  | 横浜F・マリノス        | 34 | 16 | 8  | 10 | 46 | 40 | +6  | 56 |                                        |
| 6  | 鹿島アントラーズ       | 34 | 13 | 11 | 10 | 53 | 40 | +13 | 50 |                                        |
| 7  | サンフレッチェ広島     | 34 | 14 | 8  | 12 | 52 | 49 | +3  | 50 |                                        |
| 8  | ジュビロ磐田           | 34 | 13 | 8  | 13 | 53 | 45 | +8  | 47 |                                        |
| 9  | ヴィッセル神戸         | 34 | 13 | 7  | 14 | 44 | 45 | −1  | 46 |                                        |
| 10 | 清水エスパルス         | 34 | 11 | 12 | 11 | 42 | 51 | −9  | 45 |                                        |
| 11 | 川崎フロンターレ       | 34 | 13 | 5  | 16 | 52 | 53 | −1  | 44 |                                        |
| 12 | セレッソ大阪           | 34 | 11 | 10 | 13 | 67 | 53 | +14 | 43 |                                        |
| 13 | 大宮アルディージャ     | 34 | 10 | 12 | 12 | 38 | 48 | −10 | 42 |                                        |
| 14 | アルビレックス新潟     | 34 | 10 | 9  | 15 | 38 | 46 | −8  | 39 |                                        |
| 15 | 浦和レッズ             | 34 | 8  | 12 | 14 | 36 | 43 | −7  | 36 |                                        |
| 16 | ヴァンフォーレ甲府 (R) | 34 | 9  | 6  | 19 | 42 | 63 | −21 | 33 | J22012へ降格                           |
| 17 | アビスパ福岡 (R)       | 34 | 6  | 4  | 24 | 34 | 75 | −41 | 22 | J22012へ降格                           |
| 18 | モンテディオ山形 (R)   | 34 | 5  | 6  | 23 | 23 | 64 | −41 | 21 | J22012へ降格                           |

最終更新は2011年12月3日の試合終了時
出典: J. League Data Site
順位の決定基準: 1. 勝点; 2. 得失点差; 3. 得点数.
1 第91回天皇杯全日本サッカー選手権大会優勝クラブにもAFCチャンピオンズリーグ2012参加資格が与えられるが、同大会優勝クラブがJ1リーグ戦上位に入った場合は、リーグ戦次点のクラブに参加資格が与えられる。

## J2
| 順 | チーム                 | 試 | 勝 | 分 | 敗 | 得 | 失 | 差  | 点 | 出場権または降格                 |
| -- | ---------------------- | -- | -- | -- | -- | -- | -- | --- | -- | -------------------------------- |
| 1  | FC東京 (C) (P)         | 38 | 23 | 8  | 7  | 67 | 22 | +45 | 77 | Jリーグ ディビジョン1 2012へ昇格 |
| 2  | サガン鳥栖 (P)         | 38 | 19 | 12 | 7  | 68 | 34 | +34 | 69 | Jリーグ ディビジョン1 2012へ昇格 |
| 3  | コンサドーレ札幌 (P)   | 38 | 21 | 5  | 12 | 49 | 32 | +17 | 68 | Jリーグ ディビジョン1 2012へ昇格 |
| 4  | 徳島ヴォルティス       | 38 | 19 | 8  | 11 | 51 | 38 | +13 | 65 |                                  |
| 5  | 東京ヴェルディ         | 38 | 16 | 11 | 11 | 69 | 45 | +24 | 59 |                                  |
| 6  | ジェフユナイテッド千葉 | 38 | 16 | 10 | 12 | 46 | 39 | +7  | 58 |                                  |
| 7  | 京都サンガF.C.         | 38 | 17 | 7  | 14 | 50 | 45 | +5  | 58 |                                  |
| 8  | ギラヴァンツ北九州     | 38 | 16 | 10 | 12 | 45 | 46 | −1  | 58 |                                  |
| 9  | ザスパ草津             | 38 | 16 | 9  | 13 | 51 | 51 | 0   | 57 |                                  |
| 10 | 栃木SC                 | 38 | 15 | 11 | 12 | 44 | 39 | +5  | 56 |                                  |
| 11 | ロアッソ熊本           | 38 | 13 | 12 | 13 | 33 | 44 | −11 | 51 |                                  |
| 12 | 大分トリニータ         | 38 | 12 | 14 | 12 | 42 | 45 | −3  | 50 |                                  |
| 13 | ファジアーノ岡山       | 38 | 13 | 9  | 16 | 43 | 58 | −15 | 48 |                                  |
| 14 | 湘南ベルマーレ         | 38 | 12 | 10 | 16 | 46 | 48 | −2  | 46 |                                  |
| 15 | 愛媛FC                 | 38 | 10 | 14 | 14 | 44 | 54 | −10 | 44 |                                  |
| 16 | カターレ富山           | 38 | 11 | 10 | 17 | 36 | 53 | −17 | 43 |                                  |
| 17 | 水戸ホーリーホック     | 38 | 11 | 9  | 18 | 40 | 49 | −9  | 42 |                                  |
| 18 | 横浜FC                 | 38 | 11 | 8  | 19 | 40 | 54 | −14 | 41 |                                  |
| 19 | ガイナーレ鳥取         | 38 | 8  | 7  | 23 | 36 | 60 | −24 | 31 |                                  |
| 20 | FC岐阜                 | 38 | 6  | 6  | 26 | 39 | 83 | −44 | 24 |                                  |

最終更新は2011年12月3日の試合終了時
出典: J. League Data Site
順位の決定基準: 1. 勝点; 2. 得失点差; 3. 得点数.

## 入れ替え

### J1からJ2へ降格
10月23日に福岡が4試合を残してJ2降格が決定。1年でJ2へ戻ることになった。11月3日には山形が3試合を残して、12月3日には甲府が最終節でJ2降格が決定。

### J2からJ1へ昇格・復帰
11月19日にFC東京が1年でJ1復帰が決定。12月3日に鳥栖が初のJ1昇格を、札幌が4年ぶりのJ1昇格を決めた。

## 表彰
| 賞                       | 受賞者                                   |
| ------------------------ | ---------------------------------------- |
| 最優秀選手賞             | レアンドロ・ドミンゲス（柏レイソル）     |
| 得点王                   | ジョシュア・ケネディ（名古屋グランパス） |
| ベストヤングプレーヤー賞 | 酒井宏樹（柏レイソル）                   |
| 最優秀監督賞             | ネルシーニョ（柏レイソル）               |
| 優秀主審賞               | 西村雄一                                 |
| 優秀副審賞               | 相樂亨                                   |
| 功労審判員賞             | 岡田正義                                 |
| フェアプレー賞 高円宮杯  | ガンバ大阪                               |
| J1フェアプレー賞         | モンテディオ山形                         |
| J2フェアプレー賞         | FC東京                                   |
| フェアプレー個人賞       | 梁勇基（ベガルタ仙台）                   |
| フェアプレー個人賞       | 太田宏介（清水エスパルス）               |
| 功労選手賞               | 三浦淳宏                                 |
| 功労選手賞               | 松田直樹                                 |
| Jリーグベストピッチ賞    | NACK5スタジアム大宮                      |
| Jリーグベストピッチ賞    | 等々力陸上競技場                         |
| Jリーグベストピッチ賞    | 日産スタジアム                           |
| Jリーグベストピッチ賞    | アウトソーシングスタジアム日本平         |
| 最優秀育成クラブ賞       | 東京ヴェルディ1969                       |
| J2 Most Exciting Player  | 今野泰幸（FC東京）                       |

### ベストイレブン
| ポジション | 選手名                 | 受賞回数 | 所属クラブ         |
| ---------- | ---------------------- | -------- | ------------------ |
| GK         | 楢﨑正剛               | 6        | 名古屋グランパス   |
| DF         | 近藤直也               | 初       | 柏レイソル         |
| DF         | 酒井宏樹               | 初       | 柏レイソル         |
| DF         | 田中マルクス闘莉王     | 8        | 名古屋グランパス   |
| MF         | ジョルジ・ワグネル     | 初       | 柏レイソル         |
| MF         | レアンドロ・ドミンゲス | 初       | 柏レイソル         |
| MF         | 藤本淳吾               | 2        | 名古屋グランパス   |
| MF         | 遠藤保仁               | 9        | ガンバ大阪         |
| MF         | 清武弘嗣               | 初       | セレッソ大阪       |
| FW         | ジョシュア・ケネディ   | 2        | 名古屋グランパス   |
| FW         | ハーフナー・マイク     | 初       | ヴァンフォーレ甲府 |

Jリーグアウォーズは2011年12月5日に横浜アリーナで開催された。

## Jリーグ準加盟
日本フットボールリーグ所属
- FC町田ゼルビア
- 松本山雅FC
- カマタマーレ讃岐（2011年2月承認）
- V・ファーレン長崎

第13回日本フットボールリーグの成績により3位・町田と4位・松本のJ2入会が認められた
地域リーグ以下
- S.C.相模原（関東社会人リーグ2部）